# Afula
Afula (em hebraico: עֲפֻלָּה, עפולה; em árabe: العفولة‎) é uma cidade situada no distrito norte de Israel, conhecida como "Capital do Vale", em referência ao Vale de Jizreel, localizando-se a meia hora de Haifa. Em 2022, tinha uma população de 61.519. É famosa por sediar a equipa de basquetebol Hapoel Afula, uma das principais do país.
Assentada numa região de grande dinâmica agropecuário, Afula está a se desenvolver rapidamente, apoiada também numa recente descoberta de seu potencial para a tecnologia. É um dos principais centros do HaZafon, juntamente com Nahariya, Nazaré, Nazaré Illit, Tiberíades e Quiriate-Chemoná.

## História
Foi fundada em 1925, ainda na época do Mandato Britânico, por pioneiros sionistas, mais ou menos no mesmo local onde ficava uma aldeia árabe chamada Al-Fuleh (fundada por Saladino), que foi abandonada em 1948, na Guerra de Independência. As tropas de Napoleão, em 1799, na campanha da Síria, haviam passado pelo sítio do que hoje é Afula. Al-Fuleh foi, até o seu último dia, uma aldeia sem muita importância, parada no tempo, tipicamente bucólica como todos os outros vilarejos árabes do interior da Galileia.
Depois da Independência, Afula cresceu gradualmente, vindo a ser reconhecida como cidade em 1972, pelo governo de Israel. A cidade foi passando por altos e baixos, sendo inclusive um alvo fácil para atentados terroristas, por localizar-se não longe da Margem Ocidental, até que a construção da cerca de segurança, a partir de 2002, cessou-os. Em anos recentes, Afula foi vítima de foguetes vindos do Líbano, atirados por fundamentalistas islâmicos do Hizbollah.

## Geografia
- Altitude: 78 metros.
- Latitude: 32º 36' 39" N
- Longitude: 35º 17' 30" E
- Temperatura Média: 25º

O clima é agradável, com um verão ameno, e a região é uma das mais verdes de Israel, desfrutando de um razoável índice de chuvas (641 mm/anuais).

## Demografia
Em 2004, a cidade possuía 38.900 habitantes, a maioria sabras, tendo ultrapassado já a marca de 40 mil moradores, embora seu crescimento demográfico anual seja de cerca de 0,9%, bem abaixo da média nacional, que é de 1,8% (isso se deve a haver em Afula poucos judeus ortodoxos e quase nenhuma família de árabes, que são os dois grupos que mais têm filhos em Israel, além do mais a população afulense é laica e há muitos idosos). Os idosos (com idade igual ou superior a 60 anos) são 16% do total de sua população (contra 12% na média nacional). Em Afula, apesar de o Distrito Norte ser 53% árabe, quase que só moram judeus (bem como alguns poucos imigrantes não-árabes que chegaram a partir dos anos 2000).
Em 2022, tinha uma população de 61.519.

## Sociedade

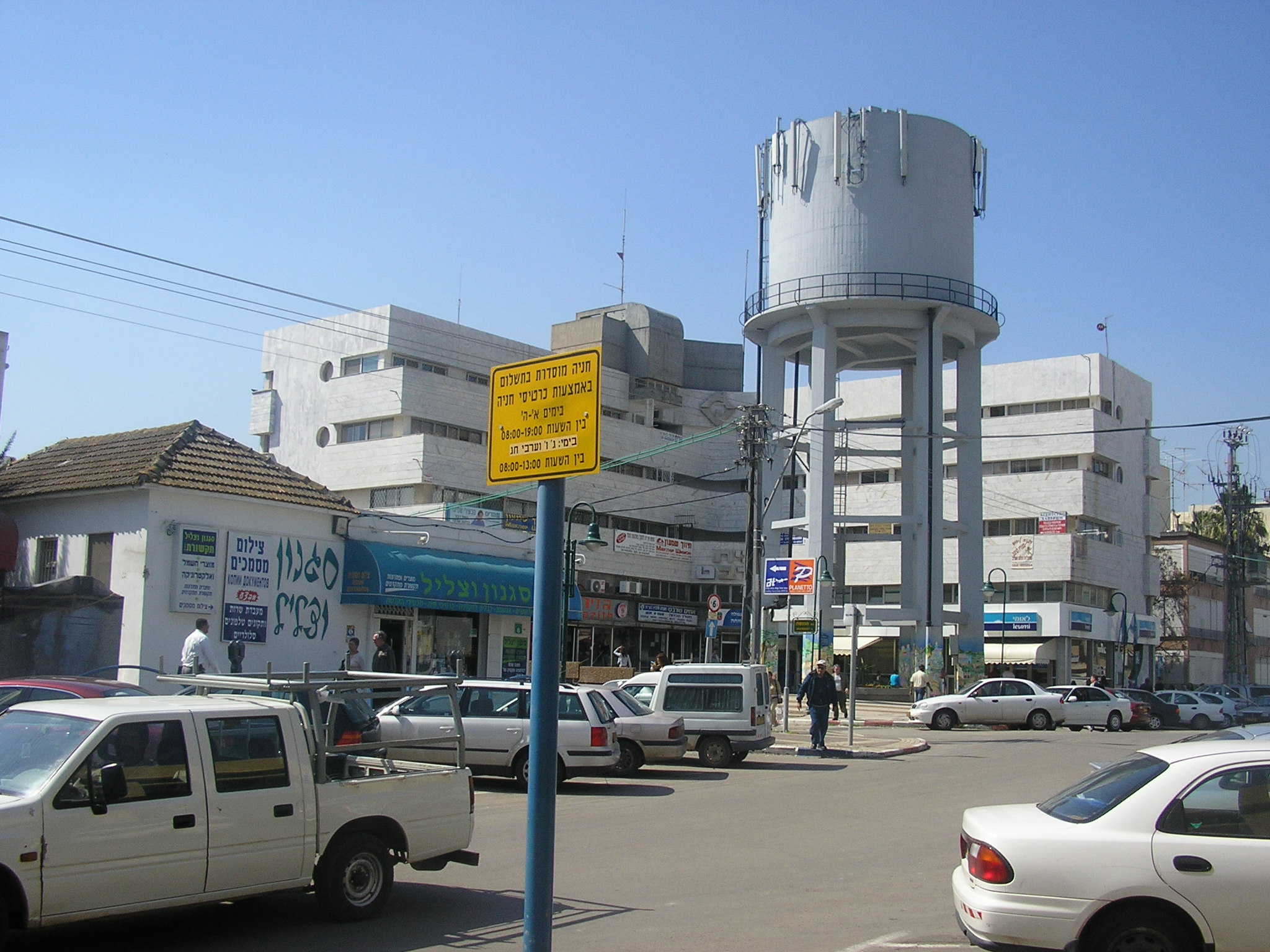
Torre de água histórica da década de 1920, no centro de Afula

Não há ali significativas comunidades de haredim (ao contrário de Jerusalém, Bene Beraq, Modi'in Illit, Safed, e de certos povoamentos da Cisjordânia, cheios de gente religiosa), sendo a maioria dos moradores laicos, pacatos e liberais, preferindo passar o sábado a entreter-se que a frequentar a sinagoga. É uma cidade relativamente tranquila, apesar dos problemas citados, onde as pessoas quase todas se conhecem e se relacionam, como acontece nas cidades pequenas do país todo em geral, o que faz dela um ambiente bastante conchegativo.

## Curiosidade
Em Hebraico moderno (ivrit), existe uma expressão que é a seguinte: "Lo noladeti b'Afula" - לא נולדתי בעפולה, que traduzida ao idioma português quer dizer: "Eu não nasci em Afula". É usada mais ou menos como nós lusófonos usamos a frase "eu não nasci ontem" e vem da crença que têm muitos israelitas das cidades maiores de que os habitantes de Afula são ingénuos ou bobos. Logicamente que se originou de um preconceito sem justificativa, porém hoje a expressão está firmemente enraizada em Israel.

## Cidades-irmãs
Afula possui as seguintes cidades-gémeas:
- Ingelheim am Rhein, Alemanha
- Providence, Rhode Island, EUA
- Worcester, Massachusetts, EUA
- Stamford, Connecticut, EUA
- Osnabrück, Alemanha
- Santa Fé, Argentina
- Fresno, California, EUA